# Physalis grisea
Coqueret gris
Espèce
Physalis grisea, le Coqueret gris, est une espèce de plantes à fleurs de la famille des Solanaceae.

## Répartition
Physalis grisea » est originaire du Nord-Est de l'Amérique du Nord,..

## Description
Physalis grisea a souvent été incorrectement décrit comme Physalis pruinosa,,. Physalis grisea a également été confondu avec Physalis pubescens.
Les feuilles de Physalis grisea présentent des motifs de nervation en forme de filet, et le fruit est de couleur rouille. Les feuilles sont simples, alternes, et le bord du limbe est denté. Les feuilles sèchent en orange. La fleur comporte cinq pétales qui sont soudés. La corolle de Physalis grisea présente des taches brunes sur la gorge, et le calice fructifère est aussi long que large et est aigu à son apex avec des anthères bleues.

## Culture
Physalis grisea est cultivé pour ses baies, qui sont utilisées dans les tartes et les conserves.

## Systématique
Le nom correct complet (avec auteur) de ce taxon est Physalis grisea (Waterf. (d)) M.Martínez (d).
Le basionyme de ce taxon est : Physalis pubescens grisea Waterf.
Ce taxon porte en français le nom vernaculaire ou normalisé suivant : Coqueret gris.
Ce taxon porte en anglais les noms vernaculaires ou normalisés suivants : Strawberry ground-cherry (« fraise de terre »), Downy ground-cherry (« cerisier de terre duveteux »), Strawberry-tomato (« fraise tomate »). 
Physalis grisea a pour synonyme :
- Physalis pubescens var. grisea Waterf.

### Étymologie
Son épithète spécifique, grisea, « gris », fait référence à la teinte grise des poils soyeux de cette plante. On retrouve cette même étymologie dans le nom vernaculaire français de  Coqueret gris, tandis que pour le nom commun anglais de Downy ground-cherry c'est, cette fois-ci, l'aspect duveteux de ces poils qui est mis en relief.